# Isaac Jogues Agbémenya Kodjo Gaglo

Wappen von Isaac Jogues Gaglo

Isaac Jogues Agbémenya Kodjo Gaglo (* 7. Oktober 1958 in Kpémé, Togo) ist ein togoischer Geistlicher und römisch-katholischer Bischof von Aného.

## Leben
Isaac Jogues Agbémenya Kodjo Gaglo empfing am 9. August 1985 durch Papst Johannes Paul II. das Sakrament der Priesterweihe für das Erzbistum Lomé.
Am 3. Dezember 2007 ernannte ihn Papst Benedikt XVI. zum Bischof von Aného. Der Erzbischof von Dakar, Théodore-Adrien Kardinal Sarr, spendete ihm am 2. Februar 2008 die Bischofsweihe; Mitkonsekratoren waren der emeritierte Erzbischof von Lomé, Robert-Casimir Dosseh-Anyron, und der Bischof von Sokodé, Ambroise Kotamba Djoliba.